# Łubki (województwo lubelskie)
Łubki – wieś w Polsce położona w województwie lubelskim, w powiecie lubelskim, w gminie Wojciechów.
Wieś szlachecka położona była w drugiej połowie XVI wieku w powiecie lubelskim województwa lubelskiego.
W latach 1954–1961 wieś należała i była siedzibą władz gromady Łubki, po jej zniesieniu w gromadzie Szczuczki. W latach 1975–1998 miejscowość administracyjnie należała do ówczesnego województwa lubelskiego.
Wieś stanowi sołectwo gminy Wojciechów. Według Narodowego Spisu Powszechnego z roku 2011 wieś liczyła 189 mieszkańców.

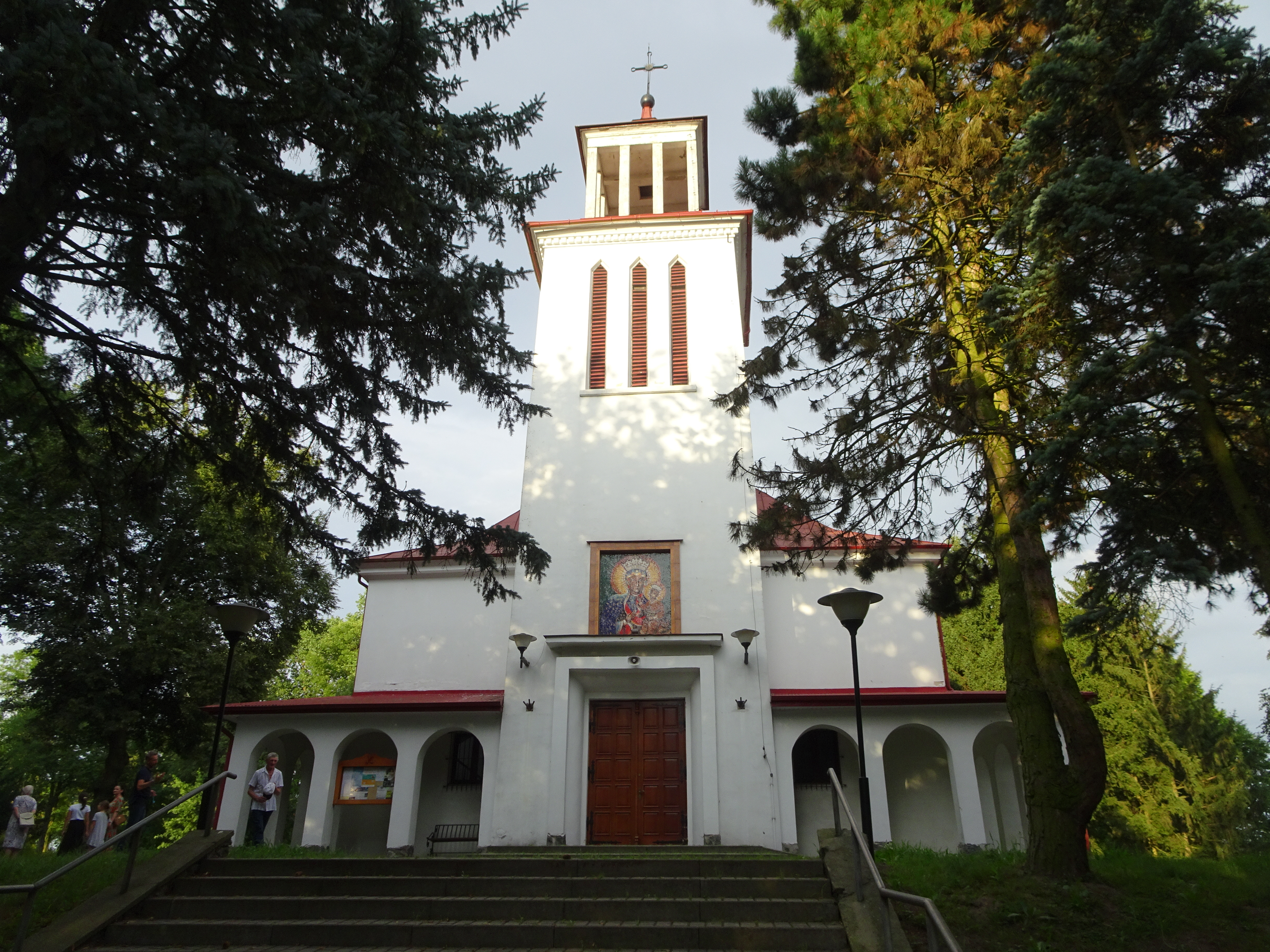
kościół pw. Matki Bożej Królowej Polski i św. Judy Tadeusza

Znajduje się tu kościół Matki Bożej Królowej Polski i św. Judy Tadeusza, siedziba parafii Matki Bożej Królowej Polski i św. Judy Tadeusza.

## Historia
Łubki odnotowane w dokumentach z roku 1348 jako „Lubkowicze” (według zachowanej kopii dokumentu) w 1409 „Lubky”, „Lupki”, 1416 „Lubcow”, 1441 „Lupkowycze”.
Wieś stanowiła własność szlachecką, w roku 1348 Kazimierz Wielki zaświadcza, że Dzierżko syn Albina i jego bracia Jan synowie Jakuba i jego bracia Bogusław Wojciechowic i jego brat, Dobiesław z Drzewoznana i jego brat, dziedzic z Łubek są prawymi rycerzami.
W roku 1414 odbyły się w Łubkach roczki ziemskie (roczki zwane też poroczki) „ad expedicionem progrediendo”
Własność wsi w późnym średniowieczu jest rozdrobniona tylko wieku XV w księgach ziemskich lubelskich jest kilkadziesiąt zapisów informujących o zbyciu, przekazaniu w drodze sukcesji, zastawów i koligacji.
W księgach poborowych powiatu lubelskiego z lat 1531–1533 odnotowano pobór z części Piotra Łodzi ½ łana kmiecego i młyna, części Abrahama 1 łana kmiecego i młyna. Oraz szlachty bez kmieci: 1531 Stanisław ¼ łana 1533 Mikołaj Nawój ¼ łana, Andrzej Stogniew ¼ łana, Jan Niosek ¼ łana, Marcin Laski ¼ łana
1531-3 Marcin Garbacz, Pstrąg, Piotr Mazurowicz, Dobiesław ½ łana, Marcin Moszeński ¼ łana, Paweł Rej ¼ łana, Jan i Marcin Buzowie-Bosowie 1 łan, Stanisław Mazurowicz ½ łan, Zbigniew-Zbysław ¼ łan, Jan Ziemek synowiec Zbigniewa ¼ łana, Marcin Nawrotowicz ½ łana, Jakub Niosek i Stanisław Drogosz ½ łana, Jan Krzczon z synami 1 łan (RP). Łącznie odnotowano pobór z 20. działów.
Łubki w wieku XIX to wieś w ówczesnym powiecie nowo-aleksandryjskim (puławskim), gminie Karczmiska, parafii Wojciechów, niegdyś wieś szlachecka, czego ślady w 11 osobach drobnej szlachty pozostały do XIX wieku. We wsi staw, młyn wodny, rogatka na gościńcu. Domów było 52, mieszkańców 418.
W 1827 roku spisano 43 domów, 284 mieszkańców.
Obok wsi kolonia na gruntach dóbr Łubki powstała zwana Wólka Łubkowska alias Budy Łubkowskie. Według Towarzystwa Kredytowego Ziemskiego folwark Łubki (z wsiami Łubki i Wólka Łubkowska alias Budy Łubkowskie) rozległy mórg 1676 w tym: grunta orne i ogrody mórg 834, łąk mórg 36, pastwiska mórg 18, wody mórg 6, lasu mórg 708, nieużytki i place mórg 74, budynki murowane 3, z drzewa 18, młyn wodny, pokłady kamienia wapiennego. Przez wieś rzeczka Trepa przepływa, na której istnieje most za opłatą mostową. Wieś Łubki osad, 39, z gruntem mórg 501, wieś Wólka Łubkowska alias Budy Łubkowskie osad 10 z gruntem mórg 132.